# Gle Punyot
Gle Punyot är ett berg i Indonesien.   Det ligger i provinsen Aceh, i den västra delen av landet, 1 800 km nordväst om huvudstaden Jakarta. Toppen på Gle Punyot är 311 meter över havet, eller 117 meter över den omgivande terrängen. Bredden vid basen är 2,2 km.
Terrängen runt Gle Punyot är kuperad åt sydväst, men åt nordost är den platt.Runt Gle Punyot är det tätbefolkat, med 297 invånare per kvadratkilometer. Närmaste större samhälle är Sigli, 19,3 km öster om Gle Punyot. Trakten runt Gle Punyot består till största delen av jordbruksmark.